# Kingda Ka
Kingda Ka was een stalen achtbaan in het attractiepark Six Flags Great Adventure in de plaats Jackson, New Jersey in de Verenigde Staten. Het was de hoogste en de op een na snelste achtbaan ter wereld.
Vanaf de opening op 21 mei 2005 tot 4 november 2010 (op dat moment werd Formula Rossa in Ferrari World Abu Dhabi, die 240 km/h haalt, geopend) was het de snelste achtbaan ter wereld en de eerste die een snelheid van meer dan 200 kilometer per uur haalde: 206 km/h (in 3,5 seconden). Hiervóór was dit de achtbaan Top Thrill Dragster in Cedar Point. Bovendien was de Kingda Ka met 139 meter de hoogste achtbaan die uit een volledig circuit bestaat ter wereld, waarvan de vrije val van 127,4 meter ook de hoogste val van alle attracties was.
De achtbaan werd gebouwd door Intamin AG en in mei 2005 geopend. Per uur konden circa 1400 passagiers gelanceerd worden om een 28 seconden durende rit te beleven die hen via een verticale spiraal 90° omhoog bracht.

## Geschiedenis
De opening van Kingda Ka was eigenlijk voorzien voor 29 september 2004, waarbij een groots evenement voor alle media werd georganiseerd. Hierbij werd aangekondigd dat Kingda Ka de grootste coaster ter wereld zou worden. De opening werd echter uitgesteld tot het seizoen 2005. De officiële opening die voorzien was, werd met een maand uitgesteld. Bij de opening van de attractie op 21 mei 2005 waren heel wat achtbaanfans van de partij. Ze wilden er allemaal als eerste in, wat voor lange wachtrijen zorgde. Drie weken na de opening werd de attractie alweer stilgelegd. Door een afgebroken bout was een stuk kunststof losgekomen, wat leidde tot snelle slijtage van de remmen. Enkele weken later werd de achtbaan opnieuw geopend.

### Sluiting
Eind 2024 begonnen geruchten te circuleren dat Kingda Ka na het seizoen van 2024 permanent zou sluiten, hoewel het park dit niet had bevestigd. Op 14 november 2024 bevestigde Six Flags Great Adventure dat de attractie definitief was gesloten. Het park startte op 20 januari 2025 met de sloopwerken, en op 28 februari werd de toren van de attractie omver geblazen met een gecontroleerde explosie. Kingda Ka werd verwijderd om plaats te maken voor een nieuwe "meerdere records brekende lanceerachtbaan" die naar verwachting in 2026 zal openen.

## Voetnoten
1. ↑  Kingda Ka: Great Adventure
2. ↑  (en) Chang, David, Six Flags Great Adventure's Kingda Ka is no more: See video of implosion. NBC10 Philadelphia (27 februari 2025). Geraadpleegd op 2 maart 2025.